# Боровіна-Сітанецька
Боровіна-Сітанецька (пол. Borowina Sitaniecka) — село в Польщі, у гміні Замостя Замойського повіту Люблінського воєводства.
Населення — 275 осіб (2011).
У 1975-1998 роках село належало до Замойського воєводства.

## Демографія
Демографічна структура станом на 31 березня 2011 року:
|          | Загалом | Допрацездатний вік | Працездатний вік | Постпрацездатний вік |
| -------- | ------- | ------------------ | ---------------- | -------------------- |
| Чоловіки | 135     | 29                 | 90               | 16                   |
| Жінки    | 140     | 30                 | 84               | 26                   |
| Разом    | 275     | 59                 | 174              | 42                   |